# 行脚

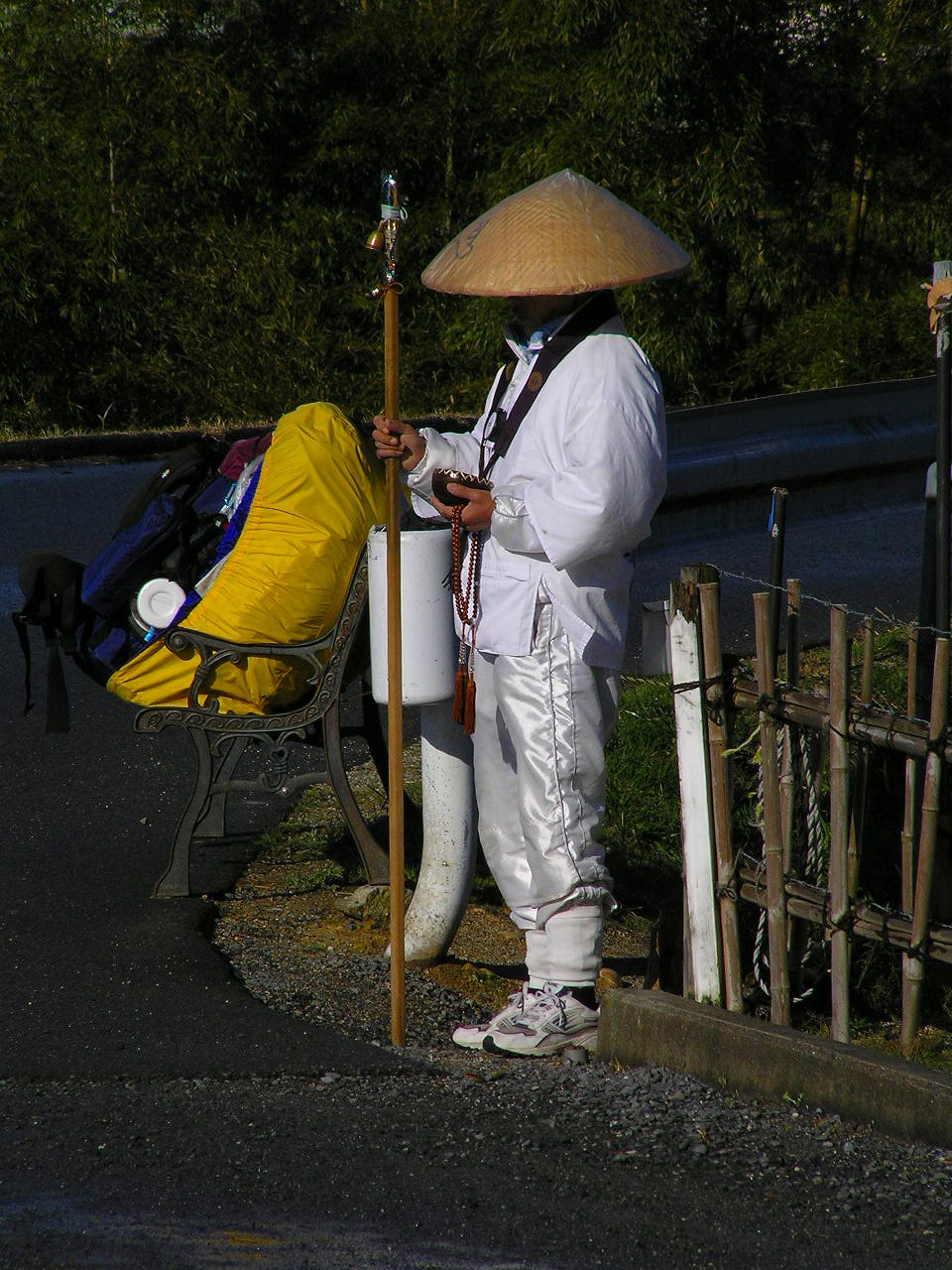
行脚中の「お遍路さん」

行脚（あんぎゃ）とは、仏教の僧侶が修行のために各地を徒歩でめぐること。遊行または遊方とも。仏教用語以外にも転用されることがある（後述）。

## 概要
行脚中は野宿をしたり、民家の軒先や納屋などを借りて仮眠し、ひたすら歩く。その間は托鉢をして糧を得る。一方衆生（人々）は通りかかった僧侶に喜捨をすることで功徳を得る。こうした相互扶助の関係が行脚の存在を支えた。四国八十八箇所を回る「お遍路さん」も行脚のひとつである。

## その他
「諸国を巡り修行を行う」ということから、仏教用語以外にも転用され、全国各地で何かをしたり、全国各地にある何かを見たりすることの喩えとしてこの言葉が用いられる。「選挙運動の全国行脚」「遺跡行脚」「釣り行脚」「温泉行脚」など。